# The Pop Group
The Pop Group — британская рок-группа, образовавшаяся в 1978 году в Бристоле, Англия, и исполнявшая шумовой диссонантный постпанк с элементами фанка, джаза свободных форм и даб/реггей. Насыщенные лозунговостью и политизированные левые тексты группы были направлены против расизма, сексизма, текущего состояния музыкальной сцены, Маргарет Тэтчер и её политики. The Pop Group распались, выпустив три альбома, не имевших коммерческого успеха, но оказали значительное влияние на развитие бристольской сцены (в частности, трип-хопа: Massive Attack, Portishead) и альтернативного рока в целом (Rage Against The Machine, Fugazi, Fun-da-Mental).

## История
Группу образовали в 1978 году Марк Стюарт (1960–2023) (вокал), Джон Уоддингтон (англ. John Waddington, гитара), Гарет Сэйгер (гитара), Саймон Андервуд (бас) и Брюс Смит (ударные). Год спустя при посредстве Хью Корнуэлла они выпустили дебютный сингл «She is Beyond Good and Evil» на Radar Records, после чего британская рок-пресса тут же объявила The Pop Group «спасителями рок-н-ролла». Дебютный альбом Y спродюсировал реггей-ветеран Деннис Бовелл: пластинка не имела коммерческого успеха, но получила хорошие рецензии и обеспечила The Pop Group контракт с Rough Trade. К этому времени Дэн Кацис заменил Андервуда на басу.
В 1980 году на Rough Trade вышел, возможно, самый известный сингл группы We Are All Prostitutes, в записи которого принял участие виолончелист Тристан Хонсингер. Второй альбом For How Much Longer Do We Tolerate Mass Murder? (1980) был записан при участии американского прото-рэп трио The Last Poets. Стороны сингла Where There’s a Will… The Pop Group поделили с The Slits, группой, с которой у них были общие менеджеры (Кристин Робертсон и Дик О’Делл).
The Pop Group распались в 1981 году: причиной стали юридические склоки и личные конфликты. Участники разошлись в разные коллективы — Pigbag, Maximum Joy, Head и Rip Rig & Panic (первую группу Нене Черри). Вокалист Марк Стюарт начал сотрудничество с проектом On-U Sound Эдриана Шервуда: сначала как Mark Stewart and Maffia, затем как соло-исполнитель. В августе 2008 года выходит биографический фильм Тони Шифера «ON/OFF», посвященный творчеству Марка Стюарта, считающегося сегодня одним из выдающихся авангардистов британского рока.
В 2010 году воссоединились, а в 2015 вышел первый за 35 лет альбом Citizen Zombie.

## Дискография

### Альбомы
- Y (1979, Radar Records; перевыпущен на CD — Radar, 1996; Rhino Records, 2007)
- For How Much Longer Do We Tolerate Mass Murder? (1980, Rough Trade)
- We Are Time (1980, Rough Trade: официальный бутлег, в котором были собраны концертные записи и студийные отбросы)
- We Are All Prostitutes (сборник 1998, Radar Records)
- Idealists In Distress from Bristol (официальный бутлег-сборник, 2007, Vinyl Japan, двойной CD, только в Японии)
- Citizen Zombie (2015)

### Синглы
- She Is Beyond Good and Evil (, 1979, Radar Records)
- We Are All Prostitutes (1980, Rough Trade Records)
- Where There’s A Will… (1980, Rough Trade — вместе с The Slits, «In the Beginning There Was Rhythm»)